# Bulbophyllum evansii
Bulbophyllum evansii är en orkidéart som beskrevs av Murray Ross Henderson. Bulbophyllum evansii ingår i släktet Bulbophyllum och familjen orkidéer. Inga underarter finns listade i Catalogue of Life.